# Гидрид алюминия
Гидри́д алюми́ния — AlH3, неорганическое бинарное соединение алюминия с водородом. В нормальных условиях — бесцветное или белое твёрдое вещество, имеющее полимерную структуру: (AlH3)n.
Впервые был получен в 1942 году действием тлеющего электрического разряда на смесь триметилалюминия и водорода.
Используется как компонент ракетного топлива, мощный восстановитель в органическом синтезе и в качестве катализатора для реакций полимеризации.

## Молекулярная структура

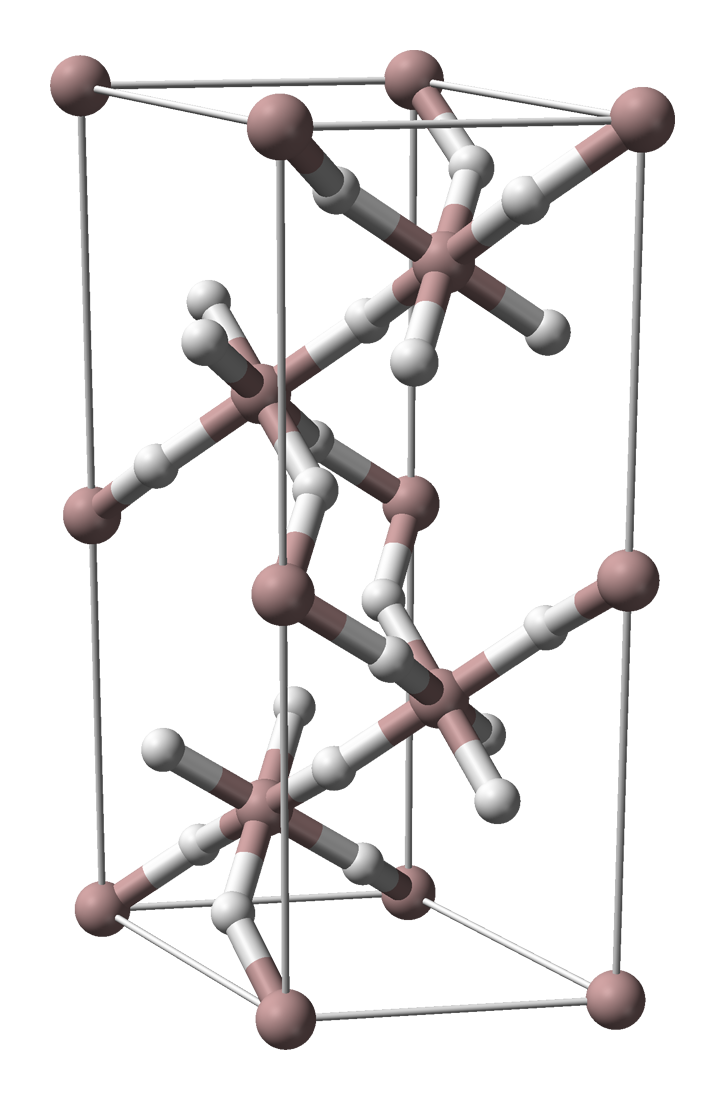
Молекулярная структура гидрида алюминия α-(AlH_{3})_{n}

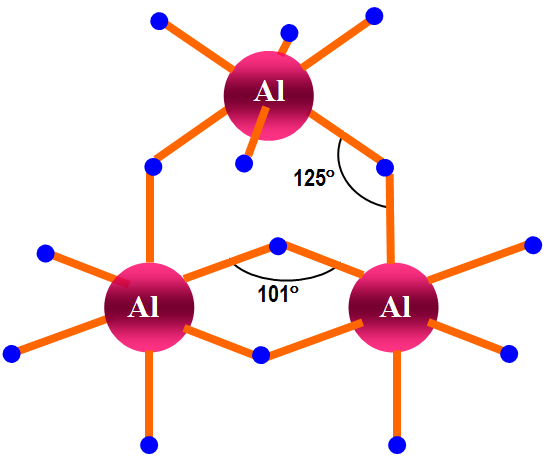
Ячейка кристаллической решётки гидрида алюминия γ-(AlH_{3})_{n}

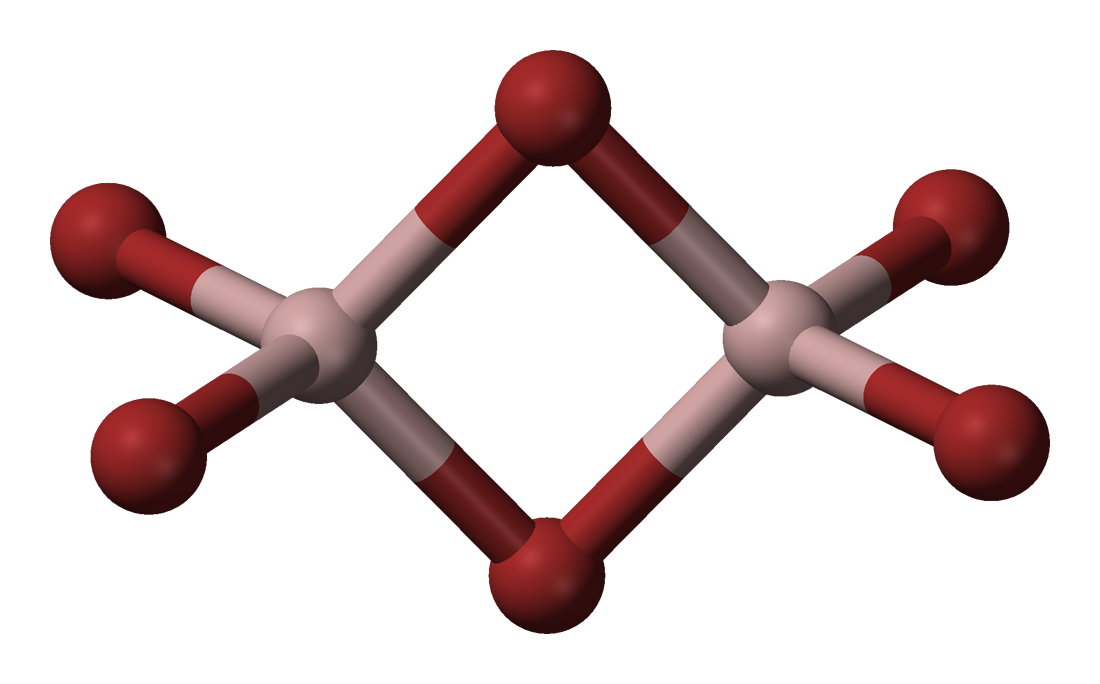
Молекулярная структура димера гидрида алюминия Al_{2}H_{6}

В обычных условиях гидрид алюминия имеет полимерную молекулярную структуру (AlH3)n, при этом его кристаллическая форма существует в семи полиморфных модификациях: α-(AlH3)n, α1-(AlH3)n, β-(AlH3)n, δ-(AlH3)n, ε-(AlH3)n, γ-(AlH3)n, ζ-(AlH3)n.
Самой устойчивой является модификация α-(AlH3)n, имеющая гексагональную сингонию (пространственная группа R3c, а = 4,449 Å, b = 4,449 Å, c = 11,804 Å). Длина связи Al—H составляет 1,72 Å, длина связи Al—Al: 3,24 Å. Структура α-(AlH3)n представляет собой совокупность октаэдров АlН6, объединенных шестью трехцентровыми двухэлектронными связями Аl—Н—Аl в кристаллический каркас.
Модификация γ-(AlH3)n существует в ромбической сингонии, пространственная группа Pnnm (а = 5,3806 Å, b = 7,3555 Å, c = 5,77509 Å). Ячейка кристаллической решётки гидрида состоит из двух октаэдров AlH6, длина связи Al—Al составляет 2,606 Å. Особенностью структуры является наличие разветвлённой двойной мостиковой связи Al—2H—Al (длина связи Al—H: 1,68—1,70 Å) в дополнение к обычной связи Al—H—Al (длина связи Al—H: 1,77—1,78 Å). Из-за наличия больших полостей в кристаллической структуре γ-(AlH3)n, данная модификация имеет плотность примерно на 11 % меньше, чем α-(AlH3)n.
При взаимодействии распылённых лазером атомов алюминия с водородом при сверхнизких температурах (3,5 K) с последующим ультрафиолетовым излучением и нормализацией при 6,5 K, в продуктах фотолиза можно обнаружить структуры димера Al2H6, аналогичные структуре диборана B2H6. Димер (см. структуру на рисунке) очень неустойчив в конденсированном состоянии, поэтому его существование обнаружилось лишь спустя примерно пятьдесят лет после открытия гидрида алюминия.
В 2007 году группа учёных из США воздействовала на алюминий плазменным потоком атомов водорода и обнаружила, что в результате образуются различные анионные полиядерные гидриды алюминия, среди которых особый интерес вызвал анион Al4H6−, чей нейтральный гибрид Al4H6 по расчётам должен отличаться заметной стабильностью. Структурно соединение должно представлять искажённый тетраэдр  с вершинами — атомами алюминия, в котором атомы водорода образуют четыре терминальные связи Al–H и две мостиковые связи Al–H–Al. Большой энергетический порог между высшими занятыми и низшими свободными молекулярными орбиталями в сочетании с исключительно высоким значением теплоты сгорания позволяют предположить, что этот гидрид алюминия может представлять собой перспективный материал для ракетного топлива.

## Физические свойства
Гидрид алюминия представляет собой твёрдое белое или бесцветное  вещество. Плотность 1,45 (по другим данным 1,47) г/см³. Растворим в тетрагидрофуране (5 г в 100 г растворителя при 19,5 °C).
Термодинамические константы:
- стандартная энтальпия образования, ΔHo298: −12 кДж/моль[2] (по другим данным: −11,43±0,84 кДж/моль[15]);
- стандартная энтропия, So298: 30 Дж/(моль·K)[2] (по другим данным: 30,06±0,42 Дж/(моль·K)[15]);
- стандартная энергия Гиббса, ΔGo298: 46 кДж/моль[2] (по другим данным: 46,52±0,96 кДж/моль[15]).

Большое содержание водорода в гидриде алюминия обуславливает ряд его свойств, связанных с проблемой высокотемпературной сверхпроводимости: в области давлений ~60 ГПа и температуре ~1000 K он обладает полупроводниковым механизмом проводимости, а в области высоких давлений и температур (до 90 ГПа и 2000 K) его проводимость сопоставима с металлической   электропроводностью водорода.

## Химические свойства
- Соединение нестабильно: при нагревании выше 100 °C разлагается[17]:

{\displaystyle {\mathsf {2AlH_{3}\ \xrightarrow {^{o}t} \ 2Al+3H_{2}}}}
- Бурно взаимодействует с водой[6]:

{\displaystyle {\mathsf {AlH_{3}+3H_{2}O\ {\xrightarrow {\ }}\ Al(OH)_{3}+3H_{2}\!\uparrow }}}
- С диэтиловым эфиром образует высокореакционный, но относительно стабильный комплекс переменного состава, который часто используется для синтетических целей[12]:

{\displaystyle {\mathsf {AlH_{3}+n(C_{2}H_{5})_{2}O\ {\xrightarrow {\ }}\ AlH_{3}\cdot n(C_{2}H_{5})_{2}O}}}
Аналогичный комплекс образуется с другими низшими алифатическими эфирами, а также с триметиламином: AlH3 • N(CH3)3. Последний взаимодействует с водой со взрывом.
Для стабилизации гидрида алюминия также можно использовать комплексы с другими аминами, например с N-метилпирролидином (NMP): AlH3 • NMP и AlH3 • (NMP)2.
- Гидрид алюминия — очень сильный восстановитель. Он способен восстановить углекислый газ до метана[12]:

{\displaystyle {\mathsf {4AlH_{3}+3CO_{2}\ \xrightarrow {^{o}t} \ 3CH_{4}+2Al_{2}O_{3}}}}
Известны многочисленные реакции восстановления органических соединений с использованием гидрида алюминия (см. раздел ...).
- Взаимодействует с гидридом лития, образуя алюмогидрид:

{\displaystyle {\mathsf {AlH_{3}+LiH\ {\xrightarrow {(C_{2}H_{5})_{2}O}}\ LiAlH_{4}}}}
Медленно вступает в реакцию с дибораном, образуя борогидрид алюминия (точнее тетрагидридоборат алюминия):
{\displaystyle {\mathsf {2AlH_{3}+B_{2}H_{6}\ {\xrightarrow {\ }}\ 2Al(BH_{4})_{3}}}}

## Получение
Используемый сегодня принципиальный метод получения чистого гидрида алюминия из гидрида лития в среде диэтилового эфира был предложен ещё в 1947 году:
{\displaystyle {\mathsf {AlCl_{3}+4LiH\ {\xrightarrow {(C_{2}H_{5})_{2}O}}\ LiAlH_{4}+3LiCl}}}
{\displaystyle {\mathsf {AlCl_{3}+3LiAlH_{4}\ {\xrightarrow {(C_{2}H_{5})_{2}O}}\ 4AlH_{3}+3LiCl}}}
Хлорид лития выпадает в осадок до момента полимеризации AlH3 и отделяется от эфирного раствора, из которого путём дальнейшей отгонки эфира получают комплекс гидрида алюминия с диэтиловым эфиром.
Также гидрид алюминия по аналогии можно получить реакцией алюмогидрида лития с серной кислотой, хлоридом бериллия, хлоридом цинка, хлороводородом и алкилгалогенидами:
{\displaystyle {\mathsf {2LiAlH_{4}+H_{2}SO_{4}\ {\xrightarrow {\ }}\ 2AlH_{3}+Li_{2}SO_{4}+2H_{2}}}}
{\displaystyle {\mathsf {LiAlH_{4}+HCl\ {\xrightarrow {\ }}\ AlH_{3}+LiCl+H_{2}}}}
{\displaystyle {\mathsf {2LiAlH_{4}+BeCl_{2}\ {\xrightarrow {\ }}\ 2AlH_{3}+2LiCl+BeH_{2}}}}
{\displaystyle {\mathsf {2LiAlH_{4}+ZnCl_{2}\ {\xrightarrow {\ }}\ 2AlH_{3}+2LiCl+ZnH_{2}}}}
{\displaystyle {\mathsf {LiAlH_{4}+R\!\!-\!\!CH_{2}\!\!-\!\!Cl\ {\xrightarrow {\ }}\ AlH_{3}+LiCl+R\!\!-\!\!CH_{3}}}}
Вместо алюмогидрида лития можно использовать алюмогидрид натрия:
{\displaystyle {\mathsf {AlCl_{3}+3NaAlH_{4}\ {\xrightarrow {(C_{2}H_{5})_{2}O}}\ 4AlH_{3}+3NaCl}}}
Для получения чистого гидрида (без примесей растворителя) эфирный комплекс подвергают нагреванию в вакууме с добавлением бензола или в присутствии небольших количеств LiAlH4 или смеси LiAlH4+LiBH4. При этом сперва получаются β-AlH3 и γ-AlH3 модификации, которые затем переходят в более стабильный α-AlH3.
Другим способом получения несольватированного эфиром гидрида алюминия, является электролиз алюмогидрида натрия в среде тетрагидрофурана.
Среди прочих методов отметим синтез с использованием гидрида магния:
{\displaystyle {\mathsf {2AlCl_{3}+3MgH_{2}\ {\xrightarrow {\ }}\ 2AlH_{3}+3MgCl_{2}}}}
Долгое время считалось, что гидрид алюминия невозможно получить прямым взаимодействием элементов, поэтому для его синтеза использовали приведённые выше косвенные методы. Однако, в 1992 году группа российских учёных осуществила прямой синтез гидрида из водорода и алюминия, используя высокое давление (выше 2 ГПа) и температуру (более 800 K). Вследствие очень жёстких условий протекания реакции, в настоящий момент метод имеет лишь теоретическое значение.

## Применение
Гидрид алюминия находит широкое применение в органическом синтезе в качестве сильнейшего восстанавливающего агента.
В связи с тем, что гидрид алюминия представляет собой соединение с высоким содержанием водорода (10,1 %), он используется в производстве ракетных топлив и некоторых взрывчатых веществ, а также для систем хранения и генерации в автономных энергетических водородных установках.